# Madison Heights (Michigan)
Madison Heights é uma cidade localizada no estado americano de Michigan, no Condado de Oakland.

## Demografia
Segundo o censo americano de 2000, a sua população era de 31.101 habitantes.
Em 2006, foi estimada uma população de 30.042, um decréscimo de 1059 (-3.4%).

## Geografia
De acordo com o United States Census Bureau tem uma área de 18,6 km², dos quais 18,6 km² cobertos por terra e 0,0 km² cobertos por água.

## Localidades na vizinhança
O diagrama seguinte representa as localidades num raio de 8 km ao redor de Madison Heights.